# Para-Tênis de mesa nos Jogos Parapan-Americanos de 2019
As competições de para-tênis de mesa nos Jogos Parapan-Americanos de 2019 foram realizadas em Lima, entre 22 e 27 de agosto. As provas aconteceram na Villa Deportiva de Videna .
Foram disputados 2 eventos masculinos (simples e equipe) e 2 eventos femininos (simples e equipe), contando com a participação de 127 atletas de 19 países participantes .

## Medalhistas
Os medalhistas parapan-americanos foram:

### Masculino
| Evento                       | Ouro                                                         | Prata                                               | Bronze |
| ---------------------------- | ------------------------------------------------------------ | --------------------------------------------------- | --- |
| Individual Classe 1          | Yunier Fernandéz CUB Cuba                                    | Aloísio Júnior BRA Brasil                           | Conrado Contessi BRA Brasil Fernando Eberhardt ARG Argentina                                                               |
| Individual Classe 2          | Victor Reyes MEX México                                      | Luís Flores CHI Chile                               | Guilherme Marcião BRA Brasil Iranildo Espíndola BRA Brasil                                                                 |
| Individual Classe 3          | Gabriel Copola ARG Argentina                                 | Jenson van Emburgh USA Estados Unidos               | Welder Knaf BRA Brasil Roberto Quijada VEN Venezuela                                                                       |
| Individual Classe 4          | Cristian González CHI Chile                                  | Eziquiel Babes BRA Brasil                           | Alexandre Ank BRA Brasil Maximiliano Rodríguez CHI Chile                                                                   |
| Individual Classe 5          | Mauro Depergola ARG Argentina                                | Ahad Sarand USA Estados Unidos                      | Daniel Rodriguez ARG Argentina Elias Romero ARG Argentina                                                                  |
| Individual Classe 6          | Matías Pino CHI Chile                                        | Ian Seidenfeld USA Estados Unidos                   | Cristian Dettoni CHI Chile Ignacio Torres CHI Chile                                                                        |
| Individual Classe 7          | Paulo Salmin BRA Brasil                                      | Aleksy Kaniuka ARG Argentina                        | José Vargas COL Colômbia                                                                                                   |
| Individual Classe 8          | Luiz Manara BRA Brasil                                       | Steve Roman CRC Costa Rica                          | Diego Henao COL Colômbia Ian Kent CAN Canadá                                                                               |
| Individual Classe 9 detalhes | Tahl Leibovitz USA Estados Unidos                            | Miguel Vazquez MEX México                           | Lucas Carvalho BRA Brasil Ramon da Silva BRA Brasil                                                                        |
| Individual Classe 10         | Carlos Carbinatti BRA Brasil                                 | Claudio Moura BRA Brasil                            | Manuel Echaveguren CHI Chile Erich Manso CUB Cuba                                                                          |
| Equipe Classes 1-2           | Aloísio Junior Guilherme Costa Iranildo Espíndola BRA Brasil | Luís Flores Vicente Leiva CHI Chile                 | Guilhermo Bustamante Fernando Eberhardt ARG Argentina Gregory Moreno Luis Rojas VEN Venezuela                              |
| Equipe Classes 3-5           | Cristian González Maximiliano Rodríguez CHI Chile            | David Freitas Welder Knaf Ezequiel Babes BRA Brasil | Gabriel Copola Mauro Depergola Elias Romero ARG Argentina Roberto Quijada Noel Sandoval VEN Venezuela                      |
| Equipe Classes 6-8           | Paulo Salmin Francisco Melo BRA Brasil                       | Ian Seidenfeld Marco Makkar USA Estados Unidos      | Cristian Denttoni Matias Pino Ignácio Torres CHI Chile Diego Henao José Vargas COL Colômbia                                |
| Equipe Classes 9-10          | Carlos Carbinatti Cláudio Moura Diego Moreira BRA Brasil     | Manuel Echaveguren Gustavo Castro CHI Chile         | Julian Chinchilla Diego Jimenez Alvaro Puerto COL Colômbia Tahl Leibovitz Randall Medcalf Jerry Vasquez USA Estados Unidos |

### Feminino
| Evento                  | Ouro                                                     | Prata                                 | Bronze                                                                                           |
| ----------------------- | -------------------------------------------------------- | ------------------------------------- | ------------------------------------------------------------------------------------------------ |
| Individual Classes 2-3  | María Sigala MEX México                                  | Marliane Santos BRA Brasil            | Cátia Oliveira BRA Brasil Yanelis Silva CUB Cuba                                                 |
| Individual Classe 4     | Joyce de Oliveira BRA Brasil                             | Martha Verdin MEX México              | Yoleidy Fernandez VEN Venezuela Manuela Guapi COL Colômbia                                       |
| Individual Classe 5     | Tamara Leonelli CHI Chile                                | Nayla Kuell ARG Argentina             | não atribuída                                                                                    |
| Individual Classe 7     | Claudia Pérez MEX México                                 | Giselle Muñoz ARG Argentina           | Stephanie Chan CAN Canadá                                                                        |
| Individual Classes 8-10 | Danielle Rauen BRA Brasil                                | Jennyfer Parinos BRA Brasil           | Lethicia Lacerda BRA Brasil Ailyn Espinoza CHI Chile                                             |
| Equipe Classes 2-5      | Joyce de Oliveira Marliane Santos Thaís SeveroBRA Brasil | María Sigala Martha Verdin MEX México | Verónica Blanco María Garrone Nayla Kuell ARG Argentina Manuela Guapi Nelly Sánchez COL Colômbia |

## Quadro de medalhas
| Ordem | País               | Medalha de ouro | Medalha de prata | Medalha de bronze |    |
| ----- | ------------------ | --------------- | ---------------- | ----------------- | -- |
| 1     | BRA Brasil         | 9               | 6                | 9                 | 24 |
| 2     | CHI Chile          | 4               | 3                | 6                 | 13 |
| 3     | MEX México         | 3               | 3                |                   | 6  |
| 4     | ARG Argentina      | 2               | 3                | 6                 | 11 |
| 5     | USA Estados Unidos | 1               | 4                | 1                 | 6  |
| 6     | CUB Cuba           | 1               |                  | 2                 | 3  |
| 7     | CRC Costa Rica     |                 | 1                |                   | 1  |
| 8     | COL Colômbia       |                 |                  | 6                 | 6  |
| 9     | VEN Venezuela      |                 |                  | 4                 | 4  |
| 10    | CAN Canadá         |                 |                  | 2                 | 2  |
| TOTAL | TOTAL              | 20              | 20               | 36                | 66 |